# Тара (село)
Та́ра (рос. Тара, башк. Тара) — село (колишнє селище) у складі Бєлорєцького району Башкортостану, Росія. Входить до складу Туканської сільської ради.
Населення — 59 осіб (2010; 114 в 2002).
Національний склад:
- росіяни — 70%
- башкири — 30%